# Casa Torrecabota
Casa Torrecabota és un edifici del municipi de Castelló d'Empúries (Alt Empordà) inclòs en l'Inventari del Patrimoni Arquitectònic de Catalunya.

## Descripció
Situat en els límits de l'antic nucli emmurallat de la població, formant cantonada entre els carres del Calabró i el Climent.
Conjunt format pel claustre del convent i al seu costat l'església. El claustre, de planta rectangular, es troba molt transformat, de la mateixa manera que les ales on hi havia les dependències del convent. De la façana del carrer Calabró, destaca la porta d'accés al claustre.

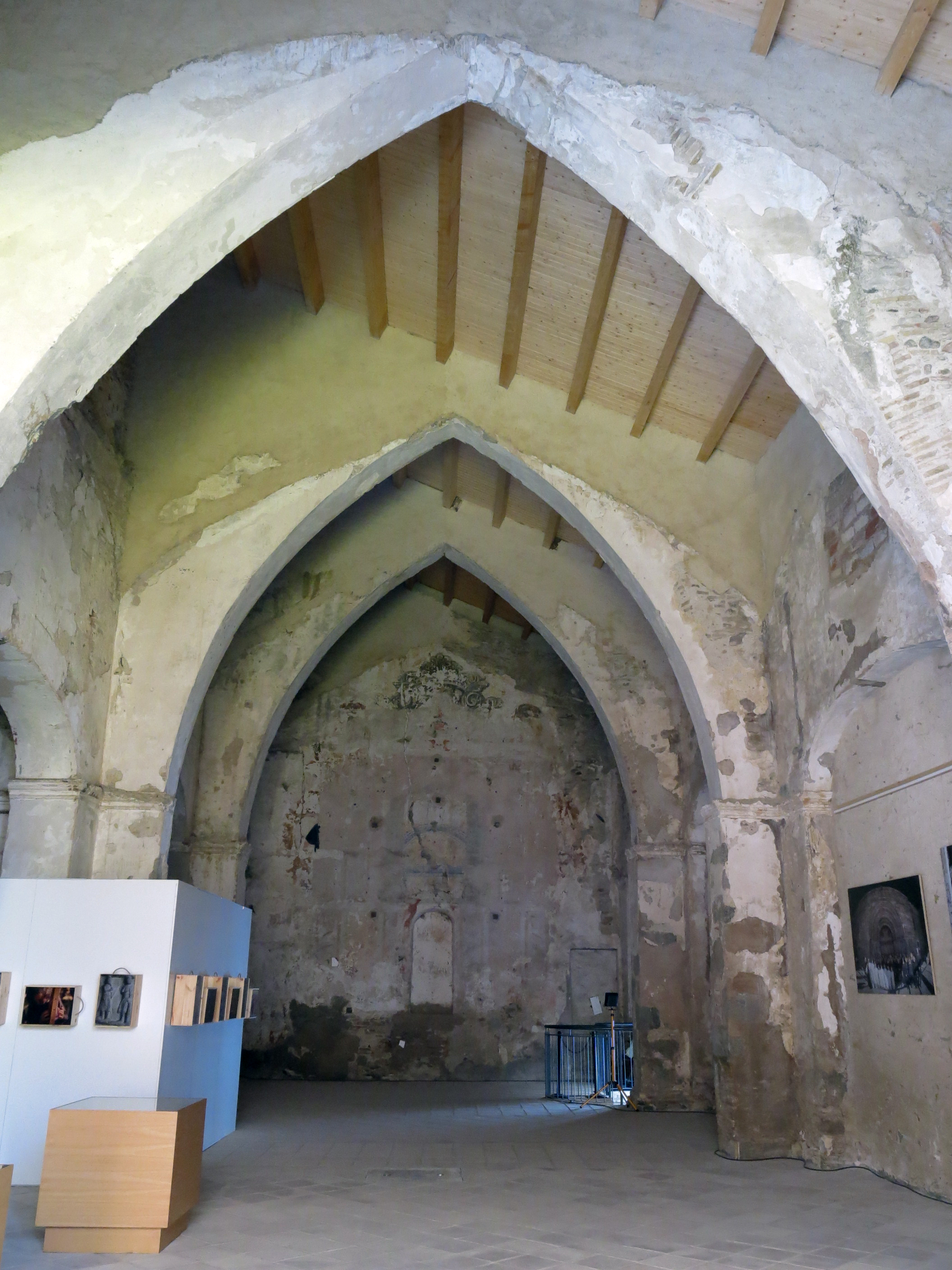
Nau de l'església de l'antic convent de Sant Agustí

Es tracta d'una gran porta d'obertura rectangular de carreus de pedra escairats, emmarcada per dues pilastres amb els capitells i els basaments decorats, i un entaulament amb el coronament motllurat. Per damunt, una petita fornícula decorada amb la imatge d'un sant. En un dels carreus apareix la data 1749. La resta de la façana està molt transformada. Un altre element digne d'esment és la torre que s'eleva a l'esquerra de l'església. És de planta quadrada, bastida amb pedra, i amb el cos superior vuitavat, amb motllures decoratives i quatre obertures d'arc de mig punt. Conserva interessants gàrgoles amb decoració de tema animal. De la mateixa façana de l'església destaquen alguns trams amb el parament de carreus escairats i un gran portal d'arc rebaixat d'accés a l'interior.

## Història
Els agustins foren una de les cinc cases monàstiques que van establir-se a Castelló d'Empúries, fora muralles, al s. XIII. Se sap que hi havia un primer convent de Santa Magdalena -també anomenat de Sant Agustí- des del segle xiii al barri de Sant Llàtzer, i que posteriorment, després del setge dels francesos el 1655, en què foren destruïts tots els convents, van traslladar-se a l'actual edifici de Torrecabota, dintre del nucli urbà.
El convent i l'església actuals van ser bastits durant el segle xviii. A la llinda de la porta d'accés del convent es pot apreciar la data del 1749, així com un làpida sepulcral jueva a la façana est.
Aquest edifici és de propietat privada des de la desamortització del segle xix. En l'actualitat l'antic convent és una casa particular que s'ha reconvertit per poder albergar el restaurant i la piscina de l'Hotel Canet, situat a les proximitats. El nom del Paller d'en Roda correspon a l'annex de l'antiga església que actualment s'utilitza de magatzem.